# Károly Róbert (zeneszerző)

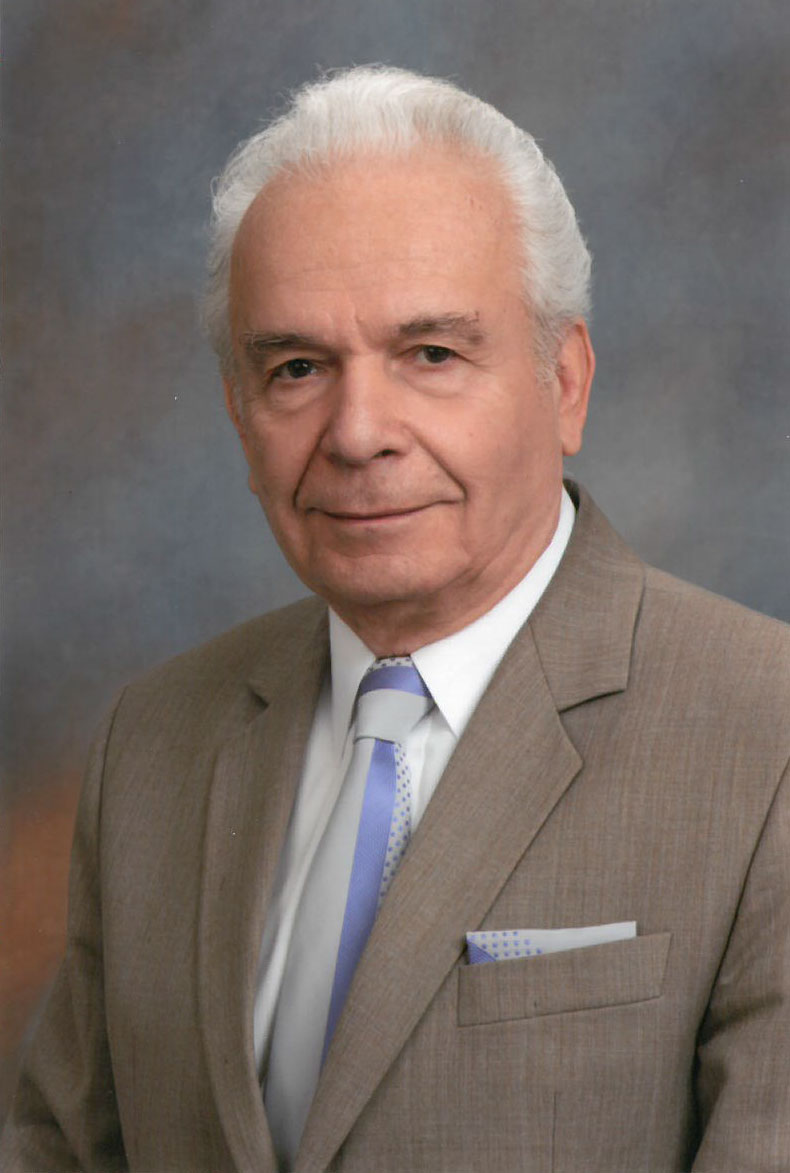
2020-ban

Károly Róbert (Szeged, 1937. október 15. –) magyar karmester, zeneszerző, zenepedagógus, PhD zenei kommunikációkutató, szakíró, egyetemi magántanár.

## Születési adatok, családi háttér
Nagyszülei anyai részről kitüntetett felekezeti pedagógusok, nagyapja Probst Rezső festőművész, amatőr színházrendező pedagógus. 
Édesapja Károly Géza igazgató tanító Csanyteleken, kiemelkedő Klebelsberg-i iskolaszervező tevékenységéért Újvidéken tankerületi főigazgató, a háború után Pécsett pedagógus, 2009-ben posztumusz díszpolgár Csanyteleken. Édesanyja Probst Erzsébet szakosodott biológia-földrajz szakos pedagógus. Leánya Prof. Dr. Károly Krisztina az MTA doktora, tanszékvezető egyetemi tanár. Apja testvére dr. Károly Viktor, a Magyar Köztársaság érdemes orvosa volt.

## Tanulmányai
- 1947. Pécs Városi Konzervatórium (Takács Jenő, Maros Rudolf, Agócsy László zongora, zeneszerzés, szolfézs)
- 1955. Pécsi Erkel Ferenc Zeneművészeti Szakiskola (Kincses József: zeneszerzés, Bánrévi Antal: zongora)
- 1952–1956 Pécsi Állami Általános Nagy Lajos Gimnázium – érettségi miniszteri kitüntetéssel (Jóború Magda).
- 1956–1959 Budapesti Római Katolikus Hittudományi Akadémia (ma: Pázmány Péter Katolikus Egyetem – Werner Alajos zeneszerző, Kecskés Pál, Zempléni György, Artner Edgár).
- Felsőfokú Szimfonikus Zenekarvezetői Tanfolyam (Sulyok Tamás, Bárdos Lajos, Földes Imre, Nagy Olivér osztályában). Oklevél száma: 2448
- 1968/1969 Franz Liszt Hochschule für Musik Weimar Archiválva 2014. július 8-i dátummal a Wayback Machine-ben (Kurt Masur, Heinz Bongartz, Arvid Jansons mesterkurzusán)
- 1972–1976 Liszt Ferenc Zeneművészeti Egyetem (Zeneakadémia), Budapest (Farkas Ferenc, Sugár Rezső, Kórodi András osztályában). Diploma száma: 33/1976
- 1996 főiskolai tanári kinevezés (Parlament, miniszterelnök)
- 2009 Pécsi Tudományegyetem Budapesti Tagozata, Ph.D. fokozat; doktori disszertációja: A zene, mint az emberi kommunikáció sajátos megnyilvánulása.
- 2019. december 4-én egyetemi magántanári kinevezés a Magyar Táncművészeti Egyetemen.

## Karmesteri és zenepedagógiai tevékenységének főbb állomásai
- 1963–1994 Pécsi Nemzeti Színház Operatársulata, karigazgató és karmester
- 1980–1981 Iraqi National Symphony Orchestra (Baghdad) zeneigazgató, Institute of  the Fine Arts, zeneszerzés, karvezetés tanár és a növendékzenekar karmestere
- 1991–1992 Blue Lake Fine Arts Camp (U.S.A.) fesztivál-karmester
- 1995–2003 Magyar Táncművészeti Főiskola (ma: Magyar Táncművészeti Egyetem), Budapest, a Zenei Tanszék újjászervezője és vezetője
- 1994–2006 Apor Vilmos Katolikus Főiskola, Művészeti Nevelés Tanszék vezetője, Egyházkarnagy- és kántor szak alapító-szakvezetője
- 1999–2009 Semmelweis Egyetem Sporttudományi Kar Társadalomtudományi Tanszék, óraadó zeneelmélet-tanár
- 2007– Magyar Táncművészeti Főiskola, főiskolai magántanár, 2019-ben egyetemi magántanári kinevezéssel
- 1999–2009 Semmelweis Egyetem Sporttudományi Kar Társadalomtudományi Tanszék, óraadó zeneelmélet és zenetörténet tanár

## Fontosabb pedagógiai művei
- Zeneelmélet és zenei formatan – lépj közelebb a zenéhez tankönyv, a Nemzeti Kulturális Örökség minisztériuma, a Nemzeti Kulturális Alapprogram támogatásával. Planétás Kiadó, Bp. 2000. – második kiadás 2002.
- Út a zenéhez 21 zeneelméleti, zenehallgatási és zeneelemzési előadásból álló sorozat a nagy közönségnek a Keszthelyi Balaton Színházban, a zeneértéshez és a zene tartalmi elsajátításához (2017-2020).

## Fontosabb zeneművei
- Japán halászok – opera Wolfgang Weyrauch rádiójátéka nyomán Bogdán Endre librettójára (Boros Attila: Harminc év magyar operái. Zeneműkiadó Budapest 1979. 156-160. old.), amely 1970. június 12-i ősbemutatóját követően 1972-ben, az opera meghívást kapott  a jugoszláviai Osiek (Eszék-i) Nemzetközi Opera- és Balett Fesztiválra, amely után mint az atomkor első szimbolikus, tragikus operája további meghívásokat kapott (Dragutin Savin zeneigazgatótól Splitbe, stb.).
- Passioni e riflessioni per orchestra – szimfónia A Pécsi Filharmonikus Zenekar (Szkladányi Péter ügyvezető igazgató) megrendelésére, a pécsi szimfonikus zenélés 175. évfordulójára. Ősbemutató: 1986. december 29-én a Pécsi Liszt Ferenc Hangversenyteremben. Ez alkalomból Dr. Károly Róbert megkapta Amtmann Prosper 19. századi világhírű pécsi zeneszerző és fuvolás művészi emlékplakettjét, Hágen József szobrászművész alkotását. Az ősbemutatóról rádiófelvétel készült.
- Cantata in honorem Almae Matris Gymnasii Ludovici Magni trecentos abhinc annos fundatae  Ősbemutató: Pécsett, 1987.október 12-én a Nagy Lajos Gimnázium 300 éves évfordulójának központi ünnepélyén a Városi Sportcsarnokban. Közreműködött: Tóth József bariton, a Pécsi Operakórus, a Gimnázium Női Kara és Vegyeskara és a Pécsi Szimfonikus Zenekar, a szerző vezényletével (DVD).László Balázs főkonzul levele
- Hungarian Fanfare – három rézfúvós zenekari darab magyar népdaltémákra  A három rézfúvós-zenekari darabot a New York-i Rézfúvós Zenekari Fesztivál alkalmából 1993. április 3-án a New York-i Roosevelt Hotel Fő- Báltermében mutatták be. A darabok Prof. Dr. Gary C. Mortenson, a Kansas State University zeneigazgatója megrendelésre készült. A darab sikeréről a Consulate General of Hungary in New York magyar főkonzulja, László Balázs levélben gratulált (New York, 1993. április 14) a Pécs Megyei Jogú Város Polgármesteri Hivatala nemzetközi referensének Fehér Évának. Károly Róbert zeneszerző ekkor a Pécsi Nemzeti Színház Operatársulatának karmestere volt.A Vatikán levele
- A Dóm – oratórium (1972–2000) A történelmi oratórium Kocsis László papköltő A pécsi bazilika hangjai című szonettkötetének verssoiraira épül, melynek egy példányát Dr. Károly Róbert a szerzőtől gyermekkorában ajándékként kapta. A művet a szerző eredetileg II. János Pál pápa pécsi látogatására komponálta. A monumentális zenei alkotásért a Szentatya 1996. augusztusában Károly Róbertnek címzett személyes levelében köszönetét és Apostoli Áldását küldte a Vatikánból a zeneszerzőre és munkájára, a Vatikán Államtitkársága szakértője, Monsignor Leonardo Sandri által. – Az oratórium költői zeneiségben mutatja be az ősi pécsi Székesegyház történetét, Boldog Mór első püspökétől Janus Pannonius dicsőségén át, a Dóm külső- és belső történeti stílusain keresztül, a jelen képzőművészeti és liturgikus világát 100 éve megalkotó Dulánszky Nándor pécsi reformpüspökig, s ily módon a pécsi Dóm történelmi és  szellemi egészét foglalja zenébe. Megjeleníti a Dóm belső képzőművészeti alkotásait, felidézi annak liturgikus zenei szellemét. és megénekli a Pécs-Baranya békés nemzetiségeinek (magyar, sokác, sváb) eredeti baranyai egységét, és történelmét. Az ősbemutató 1993. április 26-án a pécsi Székesegyházban: Pataki Antal tenor (Állami Operaház), fiú szoprán: Baksa Péter és a Mátyás Király utcai Ének-Zenei Általános Iskola tanulói, a Pécsi Operakórus, a Villányi Német Nemzetiségi Asszonykórus (Guttján Józsefné), Palotabozsoki Német Nemzetiségi Énekkar (Jeckl János), Augus Senoa Horvát Nemzetiségi Énekkar (Matusek László), Mátyás Király utcai Ének-Zenei Általános iskola kamarakórusa (Molnár Jánosné), Pécsi Szimfonikus Zenekar, orgona: Witterle Gábor. Az ősbemutatót a zeneszerző vezényelte.
- Költők Csillaga – Janus Pannonius dicsősége és tragédiája – drámai kantáta négy szólóhangra, vegyeskarra és szimfonikus zenekarra  A Nemzeti Kulturális Alap pályázatának egyik nyertes műve Janus Pannonius verssoraira épül.

### Motetták
- Ecce Sacerdos in memoriam Takács Nándor  OCD – motetta szoprán szólóhangra, vegyeskarra és orgonára (2001);
- Laudatio ad Prohászka Ottokár – a cappella kórus vegyeskarra (2002);
- Canticum Zachariae Prophetae – tenorszóló, férfikar, orgonakísérettel;
- Agnus Dei és Sanctus-Benedictus: Két teodramatikus kórus vegyeskarra, zenekari harangokkal és orgonával
  1. Agnus Dei (A szabadság isteni-emberi drámája) in honorem Hans Urs von Balthasar,
  2. Santus-Benedictus (Az örökkévalóság harangjai) in memoriam Dr. Halász Pius. Közreműködött a Pécsi Egyetemi Kórus, vez.: Kamp Salamon, orgona: Balatoni Sándor, harangok: Szabó Ferenc. Bemutató: Pécs Kodály Központ 2012. okt 2.

- Sancte Paule Apostole! 2018. november 18. Ősbemutató: a Keszthelyi Főtéri templomban: – három részes a cappella vegyeskari motetta a Keszthelyi Helikon Kórus és Kendeh Gusztávné alapító karnagy 30 éves jubileumára;
- Ave Maria-templomi hangversenyária 2018. december 16. a keszthelyi Karmelita Bazilikában: (Varga Zsuzsanna szoprán, orgona: Dr. Pusztainé Puskás Zsuzsanna).

### További jelentős kompozíciói
- La flute fuvola-zongora darab Jose-Maria de Heredia francia költő költeményére (fuvola: Barth István, zongora: Mihályi Mária).
- Az árnyam és én – kamarazene szoprán hangra, fuvolára, gordonkára, hárfára és ütőhangszerekre, Kosztolányi Dezső japán versfordításaira (Pécsi Kiss Ágnes, Rádió bemutató:1964. vez.: Sándor János).
- Zongoraszonáta Borsay Pál zongoraművésznek (ősbemutató: Filharmóniai hangversenyen, Komló 1968. dec.17; Magyar Televízióban: Varga Márta 1978).
- Canto Umano – férfikari kantáta Kassák Lajos versére Orff-zenekari kísérettel.
- Máré vár balladája – drámai oratórium szoprán, alt, tenor, basszus szóló hangokra, gyermekkarra, vegyeskarra és szimfonikus zenekarra, – Gáspár Sándor verseire. Kamarabemutató  és előadások, Komló/Máré-vár 1978.
- Prelúdium es fúga szimfonikus zenekarra a Nyulak Margitja című dráma kísérőzenéjének témáira.
- Hangversenydarab négy gordonkára Friedrich Schiller Don Carlos című drámája kísérőzenéjének zenei témáira.
- Versenymű zongorára és szimfonikus zenekarra egy örmény zenei témára (a Baghdad Opera House megnyitóünnepére. Közreműködött az Iraqi National Symphonic Orchestra, zongora: Madam Ohanessian, vez.: a szerző (1981).
- Festival Cantata – arab zenei témákra és költői szövegekre, ifjúsági énekkarra és szimfonikus zenekarra, vez.: a szerző (1981).
- Két pantomim-szvit: 1. A magány táncai, 2. A kiszolgáltatottság variációi – (Mészöly Miklós: Emberke, óh című műve nyomán a Bóbita Bábszínháznak a Pécsi Nemzetközi Felnőtt Bábfesztiválra. (Pécsi Szimfonietta, vez.: Kocsár Balázs) 2012.

### Bábszínházi darabok
- Arany János: Bajusz – bábpantomim, Erdős János animációja bábszínpadra és szimfonikus zenekarra;
- Emberke – bábpantomim Mészöly Miklós szövegére a Bóbita Bábszínházban (Közreműk.:Pécsi Szimfonikus Zenekar);
- A hatalmas színrabló – zenés színpadi játék Tor Age Bringsvaerdt drámája alapján;
- Maugli – zenés játék gyermekszínpadon Gernet és Kós Lajos szövegére;

### Gyermek musicalek
- Nagy akarok lenni – gyermek bábmusical G. Szapgir es G. Ciferov színdarabjára (a szöveg Hollós Róbert átdolgozásában, Marék Veronika dalszövegeivel, a békéscsabai Bábfesztiválon a közönség-díjával  jutalmazott zenés játék) 1972.
- Szupertigris – gyermek bábmusical H. Januszinnska: Petike a kis tigris című színművéből (Marék Veronika dalszövegeivel, 1989-ben az Egri Gárdonyi Géza Színház, majd 1991-ben az Eszéki Horvát Gyermekszínház bemutatója)
- Az Unatkozó Oroszlán dala (Balikó Tamásnak) és Totó kutya "haláltangója" (Lang Györgyinek): két dalbetét az Óz a csodák csodája című zenés játékhoz, a Pécsi Nemzeti Színházban 1990.

### Színházi drámai zenekari kísérőzenék a Pécsi Nemzeti Színházban
- Marin Drřıč: Dundo Maroje – című drámájához (Sík Ferenc főrendezővel),
- Illyés Gyula: Csak az igazat – drámájához (Nógrádi Róbert igazgató-rendezővel),
- Molière: Tartuffe – drámához (Nógrádi Róbert rendezése),
- Szűcs Bernát: Istenek csatája – drámához (Nógrádi Róbert rendezése),
- Schiller: Don Carlos – tragédiához (Szegvári Menyhért főrendező),
- Hernádi Gyula: Antikrisztus – drámához (Sík Ferenc főrendező),
- Shakespeare: Hamlet – tragédiához (Szegvári Menyhért főrendező),
- A. Srindberg: Álomjáték – drámájához (Konter László rendezése),
- Spiró György: Nyulak Margitja – drámájához (Vas-Zoltán Iván főrendező),
- Hernádi Gyula: Hagyaték – című drámájához (Szegvári Menyhért főrendező)
- Hernádi Gyula: Antikrisztus – élő színpadi zenekarral, kórussal, színész szólókkal (Sík Ferenc (főrendező) rendezése – TV változat televíziós portré filmemben – Radó Gyula filmrendező rendezése;

### Filmzenék
- Kövek – Nádasi László fantáziafilmje a fertőrákosi barlangról;
- Hóember – Bükkösdi László szövege és animációja;

## Jelentősebb hangversenyek
Németország
- Jena Szimfonikus Magyar Est vezénylése Günther Blumhagen zeneigazgató meghívására (1959. január).
- Mecklenburges Staatstheater Schwerin és a Schweiner Singakademie (Edgar Hykel zeneigazgató) meghívására ,1984.
- Aschaffenburg, Duisburg, Berlin (operaelőadások német impresszáriók szervezésében).

Jugoszlávia – Eszék
- az Osijek Opera- és Balettfesztiválra meghívott Károly Róbert: Japán halászok – című opera bemutatója 1972.

Ukrajna – Lvov
- a Lembergi Operában: operahangversenyek és Kálmán Imre: A bajadér – teljes dalműveének bemutatója;

Egyesült Királyság – Kent (Maidstone, Folkestone)
- Jeffrey Vaughan Martin zeneigazgató meghívására három hangverseny vezénylése (Verdi: Requiem, Magyar Est, Verdi: Nabucco részletek.)

Amerikai Egyesült Államok
- Michigan állam: Blue Lake Fine Arts Camp (President Fritz Stansel zeneigazgató-karmester meghívására.)
  1. Zenekari és oratórium hangversenyek a Mozart emlékév (1991-1991) tiszteletére a C-dúr Koronázási Mise K.317. és részletek magyar szerzők műveiből.
  2. Mozart: A varázsfuvola – teljes opera angol nyelven a Pécsi Operatársulattal és az amerikai Fesztiválzenekarral, (Sam Weaver és Karen Burness amerikai koreográfusok) balettal kiegészített színpadi előadásokban (bemutató: 1992. július 31-én és további előadások és rádiófelvétel).

- Az operaelőadások között amerikai hangversenyek vezénylése:

1. Chicago (magyar hangverseny és előzetes részletek Károly Róbert: A Dóm című oratóriumából.)
2. Grand Rapids (Prof. Daniel Kovats, a Grand Valley State University zenei tanszékvezetőjének felsőfokú értékelése 1992. szeptember 10-én elküldött zenekritikájában kiemelten A Dóm oratórium részleteiről).
3. Port Austin: hangverseny a városi színházban;
4. Clio: városi koncert az Amfiteátrumban;
5. Toledo (Ohio): egyetemi, Szent István napi hangverseny

Lengyelország
- Két városi filharmonikus hangverseny 1993-ban, a Stettinben. (A Scsecsin-i Filharmonikusok és az Amerikában 1991-ben, a Mozart: Koronázási Mise Károly Róbert hangversenyén közreműködő lengyel, Scsecsini Nightingale Énekkar elnöksége meghívására)

Ausztria
- Károly Róbert bécsi zeneszerzői dalestje (1993) a Gesellschaft für Musiktheater meghívására. Közreműködött: Zalay Lídia szoprán, Kuncz László basszus és a Pécsi Szimfonikusok Kamaraegyüttese, zongorán közreműködött és vezényelt a zeneszerző.

India – Újdelhi
- Operahangverseny az International Concert Hallban és a Magyar Nagykövetségen a diplomáciai testületek számára, Szabadits Judit operaénekes közreműködésével
- Állami kiküldetésben tartott tanfolyam Kodály zenepedagógiai módszeréről az Újdelhi Zenepedagógiai Intézetben

## Televíziós megjelenései
- Én megkeresem a Sárkányt (Magyar Televízió) – zeneszerzői, karmesteri és közéleti portréfilm Károly Róbertről a Magyar Televízió Pécsi Stúdiójában, szerkesztő: Bükkösdi László, rendezte: Radó Gyula filmrendező, 1978)
- Jubileumi Zeneszerzői Est a pécsi Kodály Hangversenyközpontban (2012. október 2.) https://www.youtube.com/watch?v=VYFh1VUfoFY https://www.youtube.com/watch?v=S-CSg0L7XIg